# 宗彝
宗彝（1872年—1935年），字藻生，湖北省汉阳县人，清末民初官员、书法家。其仕途以清正廉洁著称，曾两次获嘉禾勋章。同时其在书法领域造诣深厚，曾为汉口江汉关大楼题名。

## 生平

### 早年经历
宗彝1872年出生于汉阳县李集乡周庄（今武汉市蔡甸区玉贤街道宗家岭）。其父早年在汉口经营海味杂货，家境富裕，重视教育。幼年时即有名师教授其八股文。他年少时便展现出过人天赋，未满二十岁便考取府、县学案首，成为秀才。后虽家道中落，但仍坚持苦读，未废学业。
光绪二十九年（1903年），宗彝以优贡生身份考取庚子、辛丑并科举人，先后就读于武昌两湖书院及贵州法政学堂，于光绪三十二年（1906 年）毕业。

### 仕途生涯
- 清末任职：1906年从法政学堂毕业后，入贵州府署，任抚署文案，后历任余庆县知县、定番州知州、贵定县知县[2]。
- 民国初期：辛亥革命武昌起义后，宗彝返回汉阳原籍。1912年，受地方绅耆推举，任汉阳县晴川中学首任校长，期间推行南京政府提倡的 “自由博爱” 为纲的公民道德教育，设修身课以“躬行实践，完备国民之品格”。
- 步入中枢：1913年，宗彝进入政界，在副总统黎元洪府第担任秘书，与秘书长饶汉祥齐名，黎府重要公牍多出自其手。
- 执政四川：1915年起，宗彝又先后任四川省合川、新都、灌县知事[1]。
- 湖北政务：1920年，因在湖北办理侨务政绩卓著，获四等嘉禾章。1921年，代理湖北省政务厅厅长兼省长公署秘书；1922年又获三等嘉禾章，同年任湖北省教育厅厅长，后改任武昌关监督（关址在今硚口区宗关）、湖北官钱局会办，后又调任湖北吏治馆馆长。
- 吏治革新：任吏治馆馆长期间，宗彝开办 “吏治论文”，邀请本省候差人员及在野名士参与，通过研讨吏治看法、监督在职官员，选拔优秀者保荐任职，有效遏制了官场钻营风气，获舆论赞扬。
- 结束生涯：1924年，调任襄阳道尹，在职两年后返回武昌，从此结束政治生涯。因其为官清正，廉洁自律，退离官场后宦囊如洗。

### 晚年生活
1926年起，宗彝定居武昌市皇城阁（今武昌区宝成路附近）。1927年，北伐军占领武昌城，其为生活所迫，只得以卖字为生，并与“荣宝斋”裱画店签订长期契约，书写中堂、挂屏等换取报酬。1931年武昌水灾，他变卖房产以为生计。
1935年，宗彝在武昌逝世，享年 63 岁。

## 书法成就
宗彝自幼刻苦习字，初学颜真卿、苏轼，壮年专攻汉、魏碑帖，1920年代后以《泰山金刚经》为根基，形成古朴遒劲、自成一家的风格，为时人推崇。

### 代表作

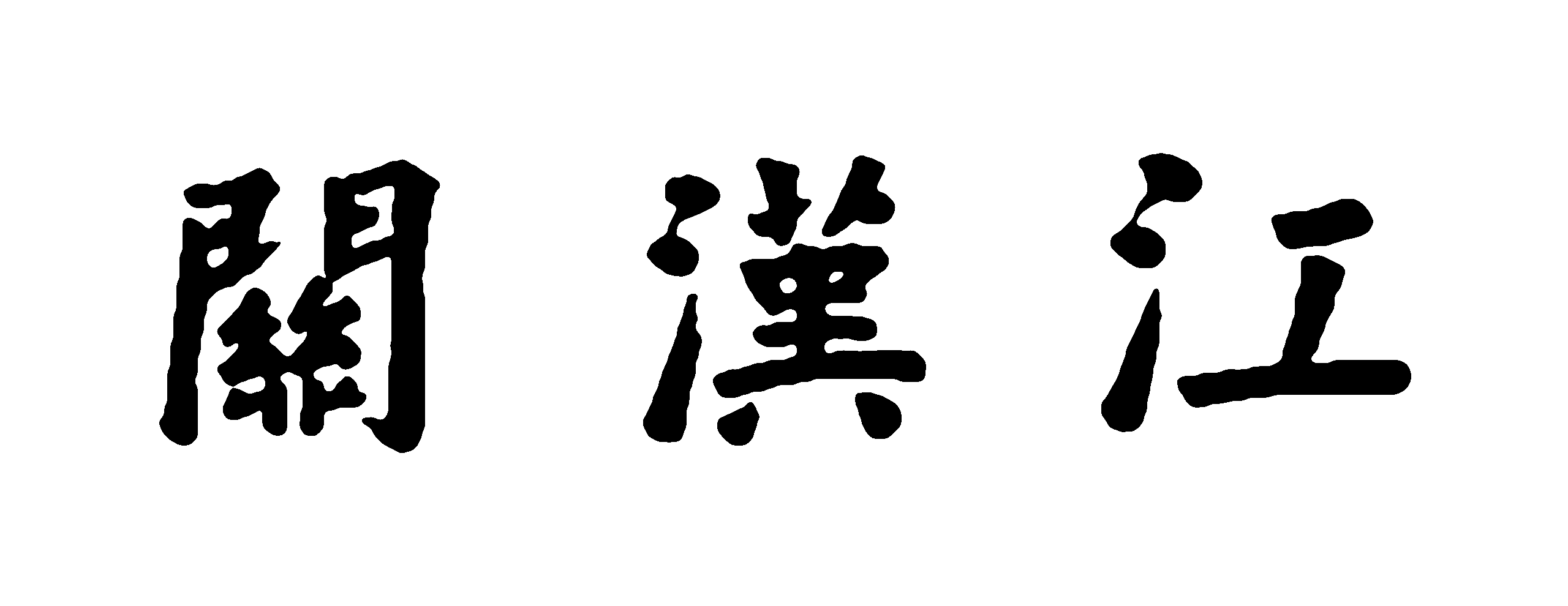
宗彝爲江漢關所題字

- “江汉关” 题字：1922年，时任江汉关下属武昌关监督的宗彝应江汉关之请题写 “江汉关” 三字，用于江汉关大厦正门上方。因 “江” 字笔画少，与繁体 “汉”“关” 协调难度大，他数易其纸方完成。题字气势恢宏，被誉之可与严嵩所书 “山海关” 媲美。江汉关为感谢其题字，赠纹银500两。但因刻字时未署名，江汉关经理后又专门设宴招待宗彝，席上当面向宗彝道歉，并解释称 “先生书法闻名天下，一望便知，无需署名”，宗彝对此表示理解，称 “江汉关建筑高大，情况特殊，为壮观瞻，省掉落款无妨”[2]。
- “一柱擎天” 题字：任襄阳道尹期间，宗彝应武当山住持之邀，在武当山天柱峰题写 “一柱擎天” 四个摩崖大字，落款 “宗彝”。

## 评价
- 为官：以清正廉洁著称，用人不徇私情，痛恨贪污，对下属及自身均严格要求，仅领法定薪俸，公款开支实用实报，被誉为 “宦囊如洗”。
- 书法：时人评价其 “书效六朝，用气天整，大而愈妙，不矜着力，风神独绝”，其书法功底深厚，融合诸家之长，形成独特风格，成为近代书法领域的代表人物之一[4]。